# Avenida Isidoro del Solar
La Avenida Isidoro del Solar, también conocida como Avenida Diagonal Plaza - Estadio, Avenida Diagonal o simplemente La Diagonal, es una arteria vial ubicada en la comuna chilena de Talca.

## Etimología
La avenida lleva el nombre de Isidoro del Solar, quien fue alcalde de Talca entre 1932 y 1934, años en los cuales Talca se recuperaba del terremoto de 1928 que devastó casi toda la ciudad. Fue bajo su mandato que la avenida fue planificada.

## Descripción
La avenida comienza su recorrido en la esquina nor-poniente de la Plaza de Armas, donde se interseca con las calles 1 norte y 1 poniente. Desde allí, realiza un recorrido recto de 600 metros en dirección nor-poniente hasta llegar a la intersección de la avenida Alameda Bernardo O'Higgins con la calle 4 poniente. La avenida fue la primera de la zona planificada del centro de la comuna en no respetar el trazado hipodámico planificado.
Cuenta con una pista por dirección, más un espacio habilitado para estacionamientos regulados por la municipalidad. Al centro de esta cuenta con una mediana, la cual es reconocida por la población debido a su estética, pues se encuentra cubierta de un sendero, árboles y flores que le dan una apariencia particular y lo convierten en un destino recurrido.
A través de esta realizan el recorrido de la locomoción colectiva la línea 1 de la empresa Sotratal y la línea 3 de la empresa Abate Molina. Ambas recorren la totalidad de la avenida en ambas direcciones.

## Hitos
Además de sus calles, a lo largo de su recorrido la avenida se encuentra con algunos hitos particulares:
- Cárcel de Talca
- Colegio San Ignacio de Talca
- Sede de la Contraloría General

En sus extremos es posible hallar la alameda, en el extremo nor-poniente; y la Plaza de Armas, en el extremo sur-oriente.